# Asociación de Fútbol Potosí
La Asociación de Fútbol Potosí, también conocida por su siglas AFP, es el organismo central rector del fútbol en Potosí. Se encuentra afiliada a la Asociación Nacional de Fútbol como una de las 9 ligas que integran el sistema de competición a nivel regional en Bolivia.

## Historia
Fue fundada el 11 de julio de 1924, convirtiéndose así en la sexta federación departamental boliviana. Las primeras sociedades de la AFP a coger parte al Torneo Nacional fueron, en el 1970, Universitario e Independiente Unificada. El Club Independiente Unificada luego representante de Potosí en la creación de la Liga del Fútbol Profesional Boliviano 1977. La máxima serie de Potosí está denominada Primera "A".

## Torneos organizados
| 1 | Primera "A" 10 equipos       |
| 2 | Primera "B" 6 equipos        |
| 3 | Primera de Ascenso 8 equipos |

## Equipos afiliados (2022)
| Clubes en la División Profesional             |                             |                          |
| Equipo                                        | Ciudad                      | Fecha de fundación       |
| Club Atlético Nacional Potosí                 | Potosí                      | 8 de abril de 1942       |
| Primera "A"                                   |                             |                          |
| Equipo                                        | Ciudad                      | Fecha de fundación       |
| Club Deportivo Cervecería Nacional Potosí     | Potosí                      | 23 de septiembre de 2011 |
| Club Deportivo Cultural Juvenil Valencia      | Potosí                      | 29 de septiembre de 1986 |
| Club Ferrocarril del Sur                      | Potosí                      | 21 de enero de 1975      |
| Club Ferrocarril Palmeiras                    | Potosí                      | ?                        |
| Club Deportivo Highland Players               | Potosí                      | 15 de mayo de 1922       |
| Club Deportivo INTERFI                        | Potosí                      | 24 de junio de 1972      |
| Club de Fútbol Real Cotagaita                 | Santiago de Cotagaita       | 25 de julio de 2015      |
| Club Deportivo Real Potosí                    | Potosí                      | 20 de octubre de 1940    |
| Club Real San Cristóbal                       | Colcha K                    | 26 de julio de 1999      |
| Club Atlético Nacional Rosario Central        | Llallagua                   | 14 de marzo de 2016      |
| Club Stormers San Lorenzo                     | Llallagua                   | 26 de mayo de 1897       |
| Club 10 de Noviembre Wilstermann Cooperativas | Potosí                      | 12 de abril de 1958      |
| Primera "B"                                   |                             |                          |
| Equipo                                        | Ciudad                      | Fecha de fundación       |
| Club Atlético Galácticos                      | Potosí                      | 22 de febrero de 2008    |
| Club Atlético Juniors Pulacayo                | Potosí                      | ?                        |
| Fútbol Club Sinchi Wayra                      | Porco                       | 6 de mayo de 2012        |
| Club Sporting Potosí                          | Potosí                      | 17 de agosto de 1968     |
| Club Deportivo Temerarios                     | Potosí                      | 2 de julio de 2002       |
| Club Deportivo Universitario                  | Potosí                      | 1 de mayo de 1950        |
| Primera de Ascenso                            |                             |                          |
| Equipo                                        | Ciudad                      | Fecha de fundación       |
| Club Deportivo Escorpiones Potosí             | Potosí                      | 15 de noviembre de 2018  |
| Fútbol Club Juan Aurich                       | Puna (Alcatuyo Chawinchaca) | 2010                     |
| Juniors Fútbol Club                           | Potosí                      | 4 de abril de 2016       |
| Fútbol Club La Kantera                        | Potosí                      | ?                        |
| Club Atlético Nacional Potosí                 | Potosí                      | 8 de abril de 1942       |
| Real Villa Imperial Fútbol Club               | Potosí                      | ?                        |
| Club Atlético Renacer                         | Potosí                      | ?                        |
| San Pedro Fútbol Club                         | Potosí                      | 4 de junio del 2017      |

### Afiliados a las ligas provinciales
Son 5 ligas provinciales afiliadas a la AFP: Llallagua, Tupiza, Uncía, Uyuni y Villazón. Abajo están los clubes afiliados a estas ligas en sus respectivas categorías.
| Asociación de Fútbol Llallagua - Primera "A"      |           |                          |
| Equipo                                            | Ciudad    | Fecha de fundación       |
| Club Deportivo Cultural 23 de Marzo               | Llallagua | 1964                     |
| Club Atlético Chullpa                             | Llallagua | ?                        |
| Club Atlético Huracán Llallagua                   | Llallagua | ?                        |
| Club Atlético Minero Amayapampa                   | Chayanta  | ?                        |
| Fútbol Club Ballivián                             | Llallagua | 21 de enero de 1975      |
| Club Deportivo Hospital Civil Uncía               | Uncía     | 28 de marzo de 2011      |
| Club Huracán Catavi                               | Llallagua | 20 de mayo de 2016       |
| Club Deportivo Magisterio Rural Norte Potosí      | Llallagua | 19 de junio de 1979      |
| Club Deportivo Sol Radiante                       | Llallagua | 2 de abril de 2002       |
| Club Deportivo Villa Real Sauta                   | Llallagua | ?                        |
| Asociación de Fútbol de Los Chichas - Primera "A" |           |                          |
| Equipo                                            | Ciudad    | Fecha de fundación       |
| Club Atlético Boca Juniors                        | Tupiza    | 20 de mayo de 1944       |
| Club Deportivo Huracán Tupiza                     | Tupiza    | 4 de abril de 1927       |
| Club Deportivo Municipal de Fútbol Tupiza         | Tupiza    | 27 de octubre de 2012    |
| Club Deportivo Suipacha                           | Tupiza    | 6 de marzo de 1944       |
| Club Deportivo Universitario                      | Tupiza    | ?                        |
| Club Deportivo USFA                               | Tupiza    | 21 de abril de 2018      |
| Club Deportivo Veterinaria                        | Tupiza    | 2002                     |
| Club Deportivo Víctor Agustín Ugarte              | Tupiza    | 19 de noviembre de 2000  |
| Asociación de Fútbol de Los Chichas - Ascenso     |           |                          |
| Equipo                                            | Ciudad    | Fecha de fundación       |
| Club Atlético Tupiza                              | Tupiza    | 15 de noviembre de 2010  |
| Club Semillero Cerro Colorado                     | Tupiza    | 19 de marzo de 2005      |
| Club Deportivo Charaja                            | Tupiza    | ?                        |
| Club Deportivo Lambol                             | Tupiza    | ?                        |
| Club Deportivo Real Chifloca                      | Tupiza    | ?                        |
| Liga Provincial de Fútbol Uyuni - Primera "A"     |           |                          |
| Equipo                                            | Ciudad    | Fecha de fundación       |
| Club Atlético Alianza                             | Uyuni     | 10 de noviembre de 1938  |
| Club Deportivo Andesmar                           | Uyuni     | ?                        |
| Club de Fútbol Barcelona                          | Uyuni     | ?                        |
| Club Deportivo Bolívar                            | Uyuni     | ?                        |
| Club Deportivo Junín                              | Uyuni     | ?                        |
| Club Deportivo Municipal                          | Uyuni     | ?                        |
| Club Deportivo Quijarro                           | Uyuni     | ?                        |
| Club Racing Deportivo                             | Uyuni     | ?                        |
| Bolivian Railway Sporting Club                    | Uyuni     | 25 de septiembre de 1924 |
| Club Strongest Pagador                            | Uyuni     | 16 de marzo de 2010      |
| Asociación de Fútbol Villazón - Primera "A"       |           |                          |
| Equipo                                            | Ciudad    | Fecha de fundación       |
| Club Deportivo 6 de Junio                         | Villazón  | ?                        |
| Club Atlético América                             | Villazón  | 13 de abril de 1986      |
| Club Atlético Corajes                             | Villazón  | 1989                     |
| Club Deportivo Florida                            | Villazón  | 25 de julio de 1993      |
| Club Atlético Huracán                             | Villazón  | 8 de septiembre de 1945  |
| Lobo Gelidos Fútbol Club                          | Villazón  | 2020                     |
| Club Atlético Luis Pavia                          | Villazón  | ?                        |
| Club Atlético San Santiago                        | Villazón  | 5 de abril de 2015       |
| Club Deportivo Sol Fronterizo                     | Villazón  | 21 de noviembre de 2020  |